# موریس فومبور
موریس فومبور (به فرانسوی: Maurice Fombeure) نویسنده و شاعر قرن بیستم میلادی اهل فرانسه است.